# Quail Creek
Quail Creek – jednostka osadnicza w Stanach Zjednoczonych, w stanie Teksas, w hrabstwie Victoria.